# Florenc
Florenc je oblast v Praze, která leží na hranici mezi Novým Městem a Karlínem (mezi něž je úředně rozdělen), nedaleko od řeky Vltavy. Přesnou hranici území, k němuž se název vztahuje, lze určit jen obtížně, protože není samostatným katastrálním územím. Původně se zřejmě vztahoval k okolí dnešní ulice Na Florenci, ale bývá vztahován i na Těšnov a přilehlou část Karlína.
V současnosti nemá Florenc charakter administrativní jednotky, nepočítáme-li existenci základní sídelní jednotky Autobusové Nádraží Florenc a ulice Na Florenci. Označení Florenc se dále objevuje v názvu stanice metra Florenc, v názvu autobusové zastávky Praha, ÚAN Florenc, která tvoří ústřední autobusové nádraží Praha-Florenc, a v názvu autobusové a tramvajové zastávky Praha, Florenc.

## Historie
Název oblasti se objevil již v 15. století. Vznikl pravděpodobně poté, co Karel IV. při zakládání Nového Města v roce 1348 umožnil Italům z Florencie a Benátek usídlit se v těchto místech.
V době průmyslové revoluce, když vznikl Karlín se svými továrnami, dojížděli do něj lidé ze Starého i Nového Města právě přes Florenc. Na počátku 20. století již tímto směrem, dnešní Sokolovskou ulicí, byla zavedena elektrická tramvaj.

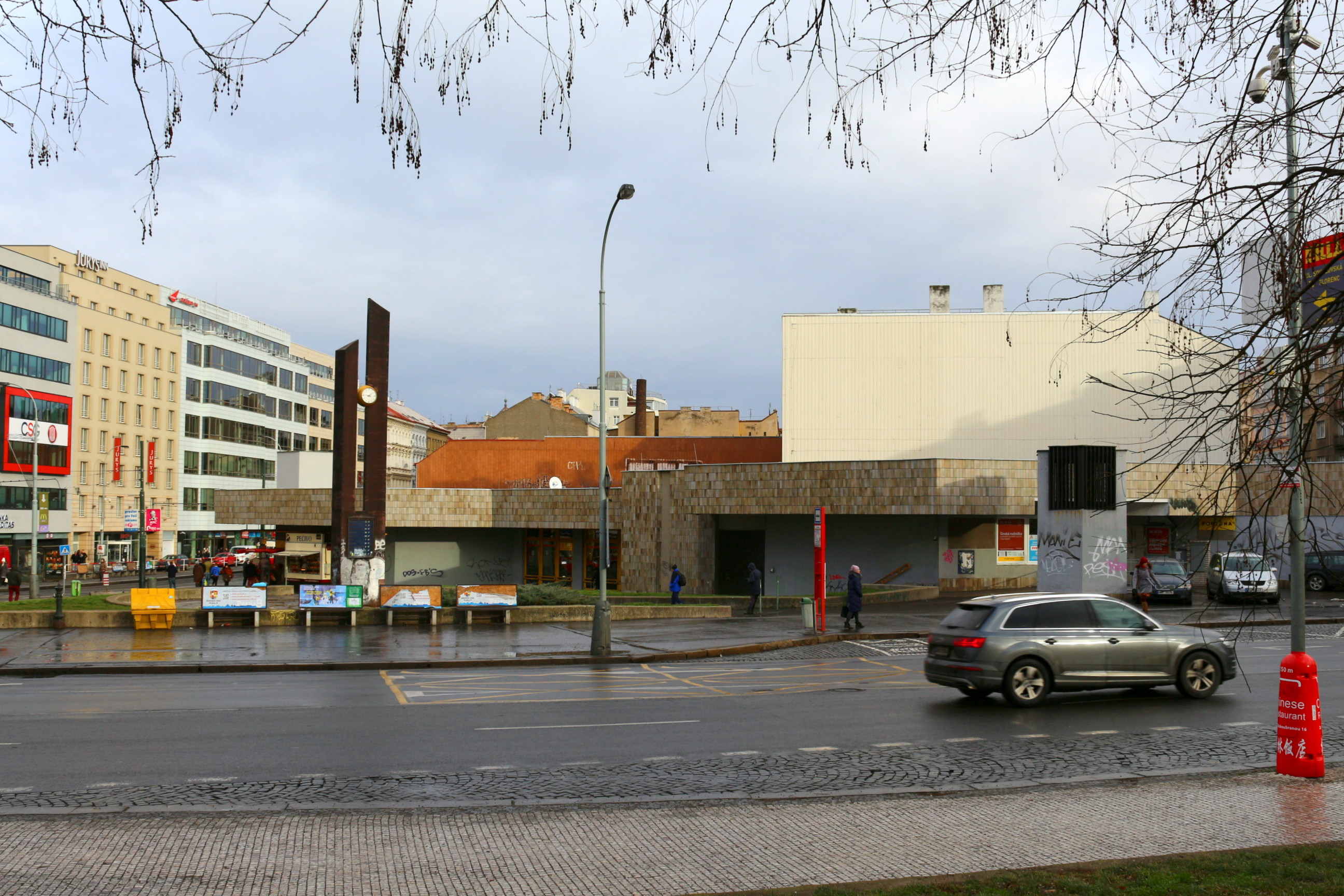
Pohled na křižovatku Florenc se vstupem do metra

Přes Florenc vedla od roku 1845 Severní státní dráha z dnešního Masarykova nádraží přes Běchovice do Olomouce a od roku 1850 její další větev po Negrelliho viaduktu přes Bubny do Lovosic a Drážďan. Od roku 1875 až do konce 20. století zde existovalo Severozápadní nádraží (později nazývané Praha Denisovo nádraží, Prag Moldau Bahnhof a nádraží Praha-Těšnov) jako konečná stanice odbočky Rakouské severozápadní dráhy. Poslední vlak opustil nádraží 1. července 1972. K odstřelu budovy došlo 16. března 1985.
Florenc získala význam i po zavádění autobusů, když zde vzniklo autobusové nádraží. Na Florenci se nachází také Muzeum hlavního města Prahy.
Od roku 1974 je napojena na trasu C metra, stanicí s původním názvem Sokolovská. Ta byla nejdříve konečná, od roku 1984 byla trasa C prodloužena do stanice Fučíkova (dnes Nádraží Holešovice). Od roku 1985 na Florenci končila i trasa B, která byla roku 1990 prodloužena. Ve stejném roce byla stanice také přejmenována na Florenc.

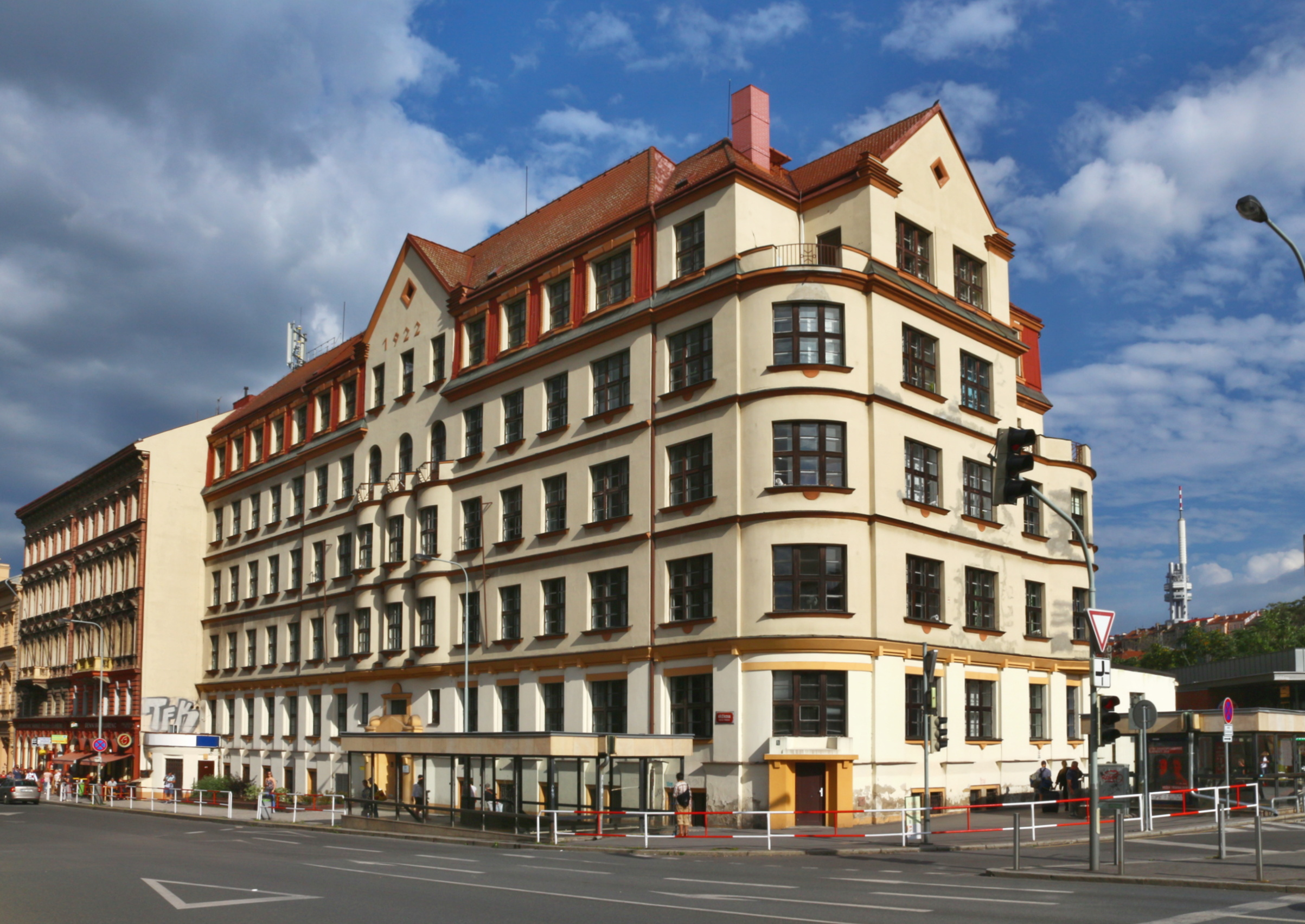
Původní budova nádraží, dnes ji využívá Správa železnic

Roku 1976 byla zprovozněna Severojižní magistrála, která celou Florenc přemostila silničním mostem. Díky němu se sice velmi zlepšila dopravní situace v celé Praze[zdroj?], zároveň ale došlo k zohyzdění Florence, hlavně pak sadů a Muzea hlavního města Prahy. Přes protesty památkářů i části veřejnosti došlo v roce 1985 zejména k nesmyslné a dodnes kontroverzní demolici Nádraží Praha-Těšnov, jež se honosilo přídomkem „nejkrásnější nádraží ve střední Evropě“. Na jeho místě je dodnes nevzhledná nezastavěná travnatá plocha a točna tramvají.
Roku 1983 byla v souvislosti s výstavbou trasy metra B zrušena tramvajová trať v ulici Na Florenci a roku 1985 v souvislosti s rozšířením stanice metra (původní název: Sokolovská) bylo zbořeno několik obytných domů. Od konce 80. let je zde nedaleko od Florence a Těšnova v provozu Hotel Hilton (dříve Atrium). Nachází se zde Hudební divadlo Karlín.
V roce 2002 byla celá Florenc i s metrem zatopena povodní, která způsobila zřícení několika dalších obytných domů.
Dnes je celá tato oblast důležitou dopravní křižovatkou pro mezinárodní, dálkovou i městskou autobusovou dopravu. Nachází se zde autobusové nádraží, tramvajová křižovatka, přestupní stanice pražského metra i zastávky městských autobusů.

## Odrazy vkultuře

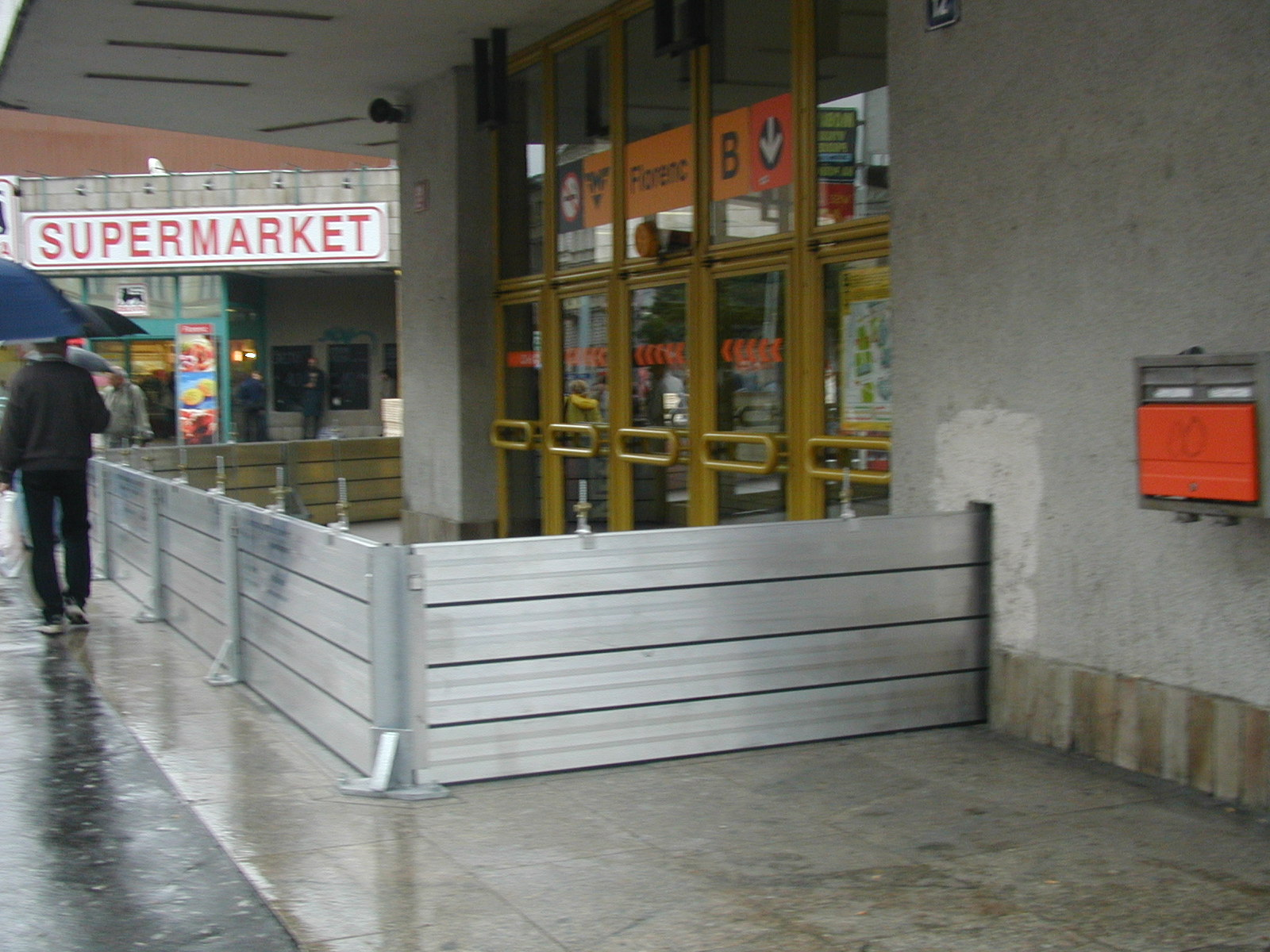
Protipovodňové bariéry (2002)

- Podle Florence se jmenuje i český film Florenc 13,30 režiséra Josefa Macha, film má svoji dokumentární hodnotu, neboť (kromě jiného) ukazuje podobu autobusového nádraží v polovině 50. let.
- Přemysl Rut v knize pohádkových povídek Náměsíčný průvodce Prahou umístil do informačního střediska zdejšího autobusového nádraží postavu Florenc Futurista.

## Významné stavby na Florenci
- Autobusové nádraží Florenc
- Danube House
- Muzeum hlavního města Prahy
- Hotel Hilton
- Hudební divadlo Karlín
- Palác Ferra
- Severojižní magistrála
- Negrelliho viadukt